# 表層家族
『表層家族』（ひょうそうかぞく）は、1998年8月31日から9月25日に、TBS系列の「ドラマ30」枠で放送された昼のテレビドラマ。MBS制作。放送時間は月曜から金曜13:30-14:00（JST）。全4週、20回。

## キャスト
- 坂崎千賀子：藤吉久美子
- 坂崎守：石丸謙二郎
- 畑山竜治：宇梶剛士
- 坂崎ひとみ：滝野愛子
- 坂崎慎吾：窪田翔太
- さゆり：岡本舞
- 二宮千賀子：川崎真央
- 小山典子
- 一木美貴子
- えみ子：竹井みどり

## スタッフ
- 脚本：森下直
- 演出：鈴木晴之

## 主題歌
- VOICE「戻れないなら」

| MBS・CBC 平日13時台後半（ドラマ30枠） | MBS・CBC 平日13時台後半（ドラマ30枠） | MBS・CBC 平日13時台後半（ドラマ30枠） |
| 前番組                                | 番組名                                | 次番組                                |
| ------------------------------------- | ------------------------------------- | ------------------------------------- |
| 幽霊ママ （1998年8月3日 - 8月28日）   | 表層家族 （1998年8月31日 - 9月25日）  | 家族曲線 （1998年9月28日 - 11月27日） |